# Modigliana
Modigliana (Muǧä́na o Mudǧä́na in romagnolo) è un comune italiano di 4 301 abitanti della provincia di Forlì-Cesena in Emilia-Romagna. Uno dei comuni storici della Romagna toscana, fino al 1923 ha fatto parte della provincia di Firenze.

## Geografia fisica

### Territorio
Circondata dalle colline dell'Appennino Tosco-Romagnolo, il territorio di Modigliana è uno dei maggiori centri della valle del Tramazzo. È attraversata dai torrenti Ibola, Acerreta e Tramazzo che confluiscono formando il Marzeno, che si riversa nel Lamone presso Faenza.

## Origini del nome
Il toponimo deriva da (Castrum) Mutilum, ossia ‘mozzato, spezzato’, col suffisso aggettivale -ānus; in questo caso coinciderebbe con un derivato da antroponimi latini Mutilus o Mutillius/Mutilius.

## Storia
La città sorge nella località ove, secondo il Muratori, si trovava il romano Castrum mutilum menzionato da Tito Livio. È ricordata fin dal secolo IX nei documenti come facente parte dell'esarcato di Ravenna. Fu sede del più importante ramo dei conti Guidi da quando Tegrimo I Guidi sposò nel X secolo la contessa Ingelrada, figlia di Martino duca di Ravenna, ovvero feudatario dell'imperatore.
Nel 1271, con la mediazione del podestà e del capitano del popolo di Forlì, rispettivamente Brandalisio e Filippo di Paolo Ligapasseri, i conti Guidi sottoscrissero i patti con la comunità di Modigliana, riconoscendo così ufficialmente la nascita del Comune. Nella primavera del 1377 si affrancò dal dominio comitale (durato complessivamente quattro secoli) Successivamente, la città entrò sotto l'influenza della Repubblica di Firenze: dipese dapprima dalla signoria fiorentina e dal granducato di Toscana poi.
Entrata a far parte del distretto di Firenze, godette a lungo di una posizione privilegiata nei riguardi della dominante. Dal 1510 fu podesteria indipendente, dal 1772 sede di vicariato. È significativo il fatto che in questo periodo furono fondate importanti istituzioni locali: nel 1660 nacque la prestigiosa Accademia letteraria degli Incamminati (tuttora esistente), nel 1722 lo Spedale dei poveri di Cristo e nel 1738 il Monte pio. In particolare il Monte fu l'unico istituto creditizio di questo genere presente nella Romagna toscana, insieme a quello di Premilcuore.
Durante l'occupazione francese Modigliana fu una sede di sottoprefettura nel dipartimento dell'Arno. Il ruolo di città capoluogo passò poi a Rocca San Casciano con la Restaurazione. Nel 1838 fu dichiarata «Città nobile» e pochi anni dopo, nel 1850, divenne sede di una propria diocesi.
Con l'unità d'Italia (1861) fu inserita nel Circondario di Rocca San Casciano, parte della Provincia di Firenze. Nel 1923 l'intero circondario passò alla Provincia di Forlì, di cui Modigliana fa tuttora parte.

### Simboli
Lo stemma di Modigliana è stato riconosciuto con decreto del capo del governo del 30 maggio 1940.
Il castello compare già nello stemma in uso nel XVI secolo; l'iscrizione, a imitazione della sigla romana SPQR, è un'aggiunta moderna.

### Onorificenze
Modigliana città nobile, proclamata tale dall'augusto regnante Leopoldo II con motuproprio del 29 giugno 1838

## Monumenti e luoghi d'interesse

### Architetture religiose
- Concattedrale di Santo Stefano
- Chiesa di San Bernardo. Fu costruita tra il 1645 e il 1673. L'interno è a navata unica, con cappelle laterali. Notevole è il quarto altare a sinistra con l'Annunciazione, molto simile a quella dipinta a Fiesole dal Beato Angelico.
- Chiesa di San Domenico. All'interno è conservata la "campana di San Savino". Risalente al 1169, è ritenuta la più antica campana della Romagna[13].
- Chiesa di San Pietro in Tossino, con affreschi del Trecento, attribuiti al Maestro di Tossino, probabilmente il forlivese Guglielmo degli Organi, secondo Anna Tambini[14].
- Convento dei Cappuccini

### Architetture militari
- Rocca dei Conti Guidi (detta «Roccaccia»);
- La Tribuna (piazza don Minzoni): l'ingresso principale all'antica Rocca. È sormontata da un'edicola contenente la statua della Madonna con Bambino, con torrione circolare e due campanili. Realizzata nel XVI secolo, è la porta che immette anche nell'antico borgo murato.

### Architetture civili
Palazzo Pretorio
È la sede della Pinacoteca "Silvestro Lega" e dell'Archivio storico comunale. Il palazzo data del Trecento e si trova al centro del borgo. Fu nel XIV secolo il palazzo dei conti Guidi e poi sede del Podestà e Pretore fiorentino, che ogni anno era inviato da Firenze per gestire e amministrare il paese. L'ingresso principale era in via Vaiani, ed corrisponde all'ingresso della Pinacoteca.
Altri manufatti
- Ponte di San Donato (o «Ponte della Signora»). Il ponte, che attraversa il torrente Acerreta, fu fatto costruire nella seconda metà del XVIII secolo dalla famiglia Casalini sulle rovine di un antico ponte andato distrutto in seguito alla disastrosa fiumana del 1640. Prende il nome di San Donato dalla piccola chiesa fatta edificare da San Pier Damiani nell'XI secolo. Si chiama “della Signora” perché si racconta che una nobile della famiglia Casalini lo percorra a cavallo ogni giorno al tramonto per osservare le sue proprietà. Un giorno però l'animale scivolò cadendo nel vuoto. Cavallo e cavaliere persero la vita in quel tragico volo.
- Casa di don Giovanni Verità

## Galleria d'immagini

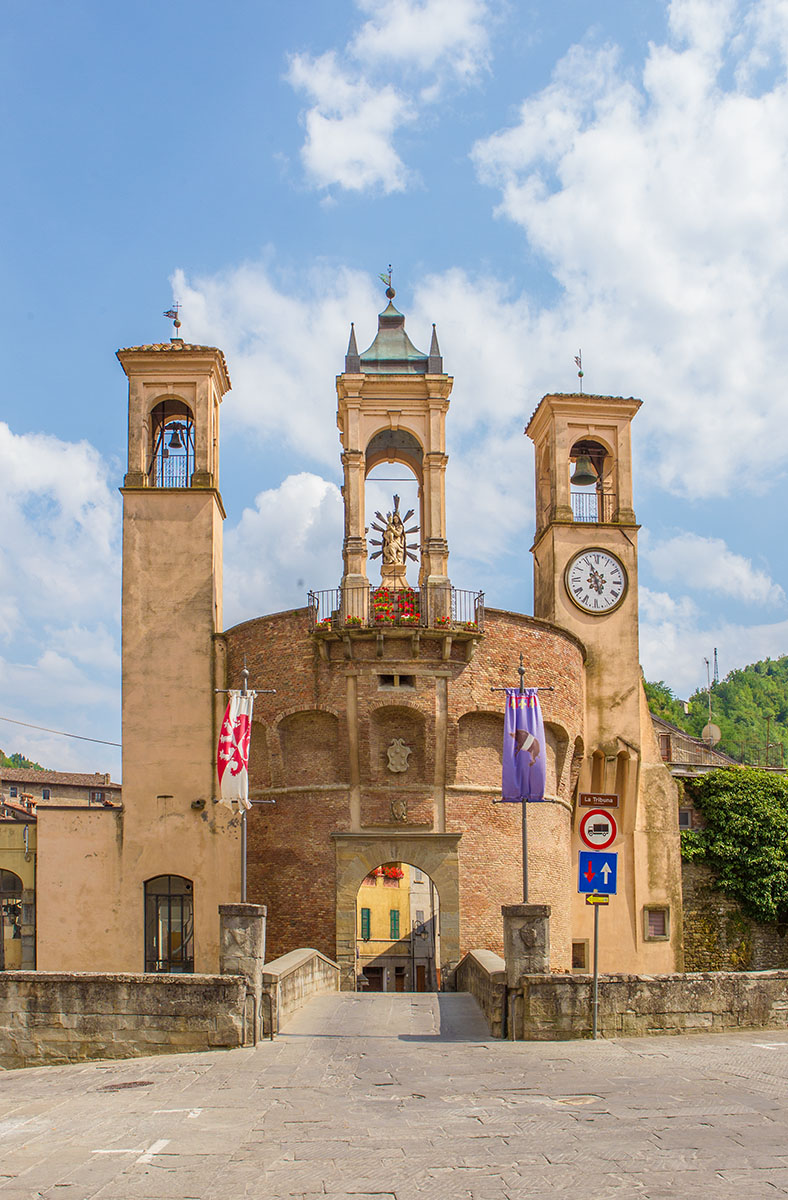
«La Tribuna».
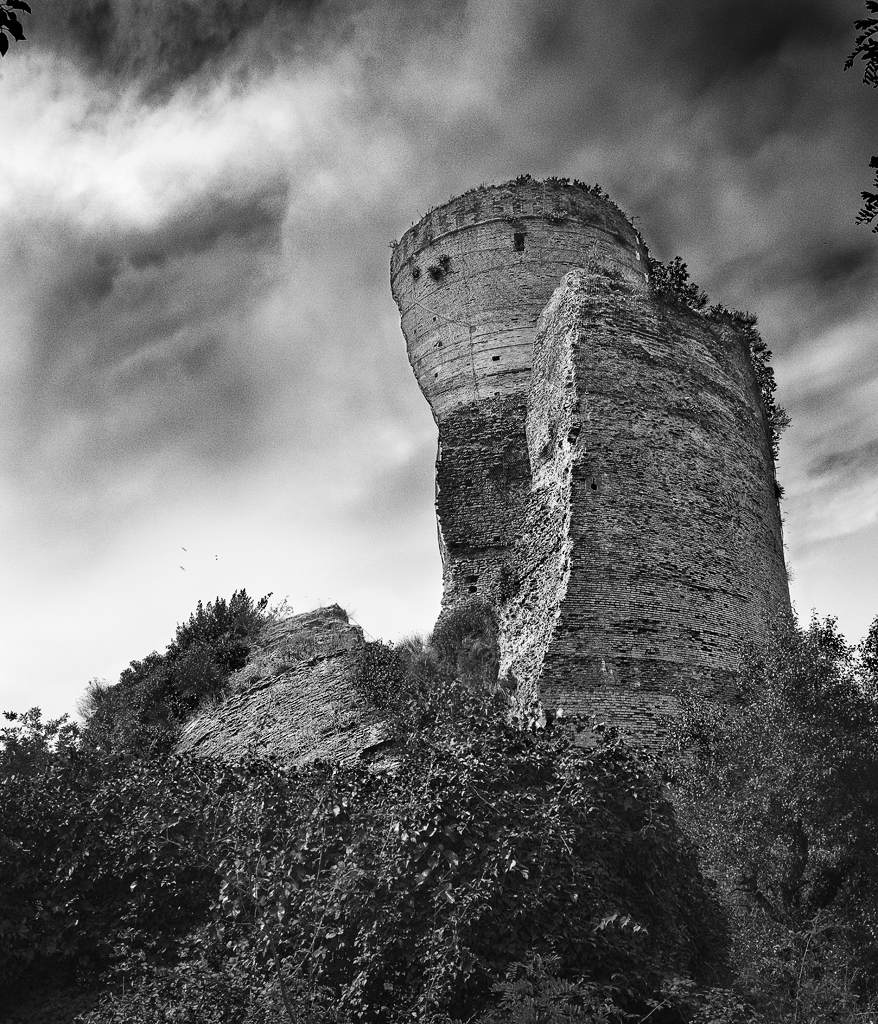
Ruderi della Rocca dei conti Guidi.
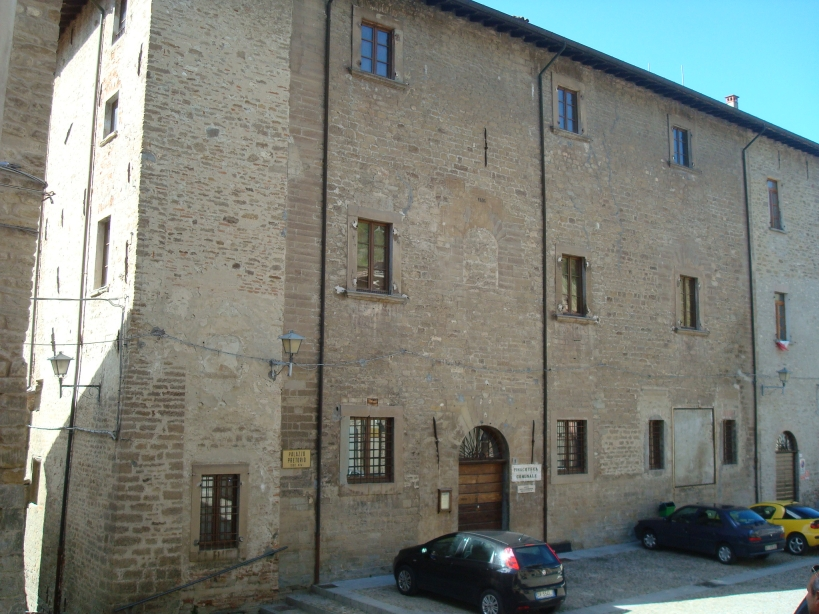
Palazzo Pretorio.
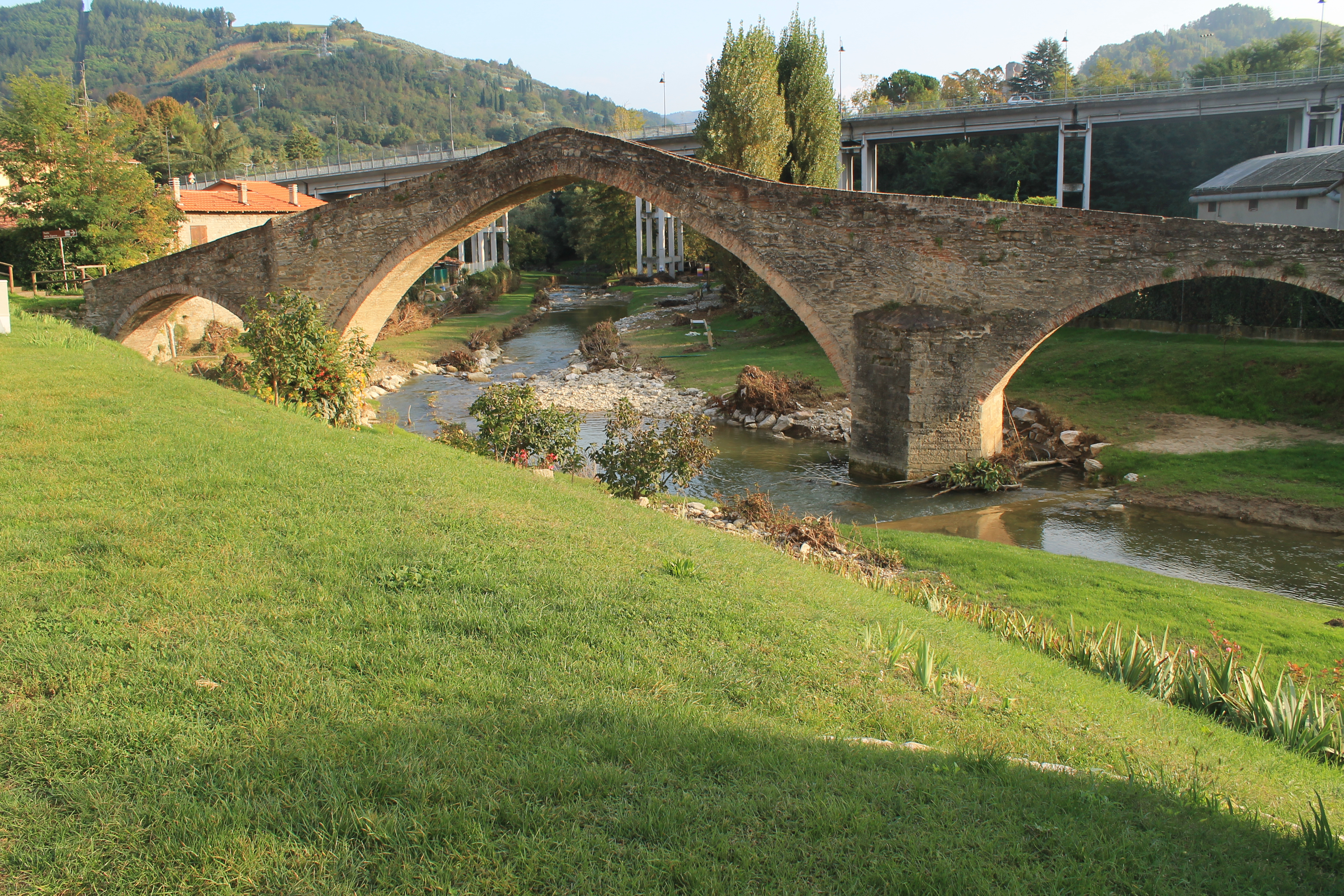
Ponte di San Donato.
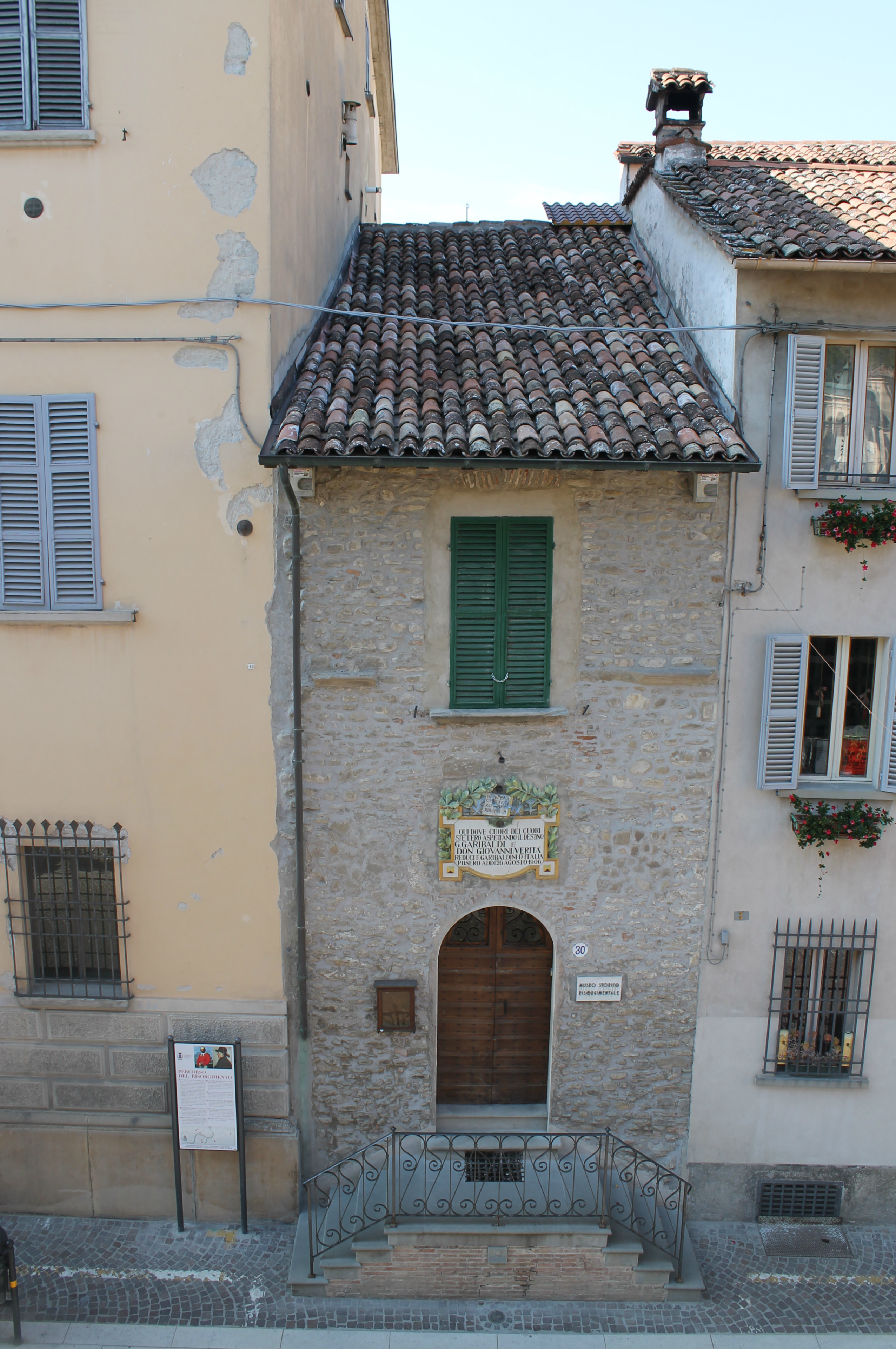
Casa di don Giovanni Verità.

## Società

### Evoluzione demografica
Abitanti censiti

### Etnie e minoranze straniere
Secondo i dati ISTAT al 31 dicembre 2015 la popolazione straniera residente era di 354 persone. Le nazionalità maggiormente rappresentate in base alla loro percentuale sul totale della popolazione residente erano:
- Marocco 128 2,81%
- Albania 57 1,25%

## Cultura
I principali luoghi di cultura di Modigliana sono il Museo civico e la Pinacoteca.

### Pinacoteca
La Pinacoteca, dedicata a Silvestro Lega, si articola in quattro fondamentali nuclei : i quadri del pittore (con ritratti di Garibaldi, Mazzini, Don Giovanni Verità); le opere provenienti dal premio Lega; quadri acquisiti dal Comune di Modigliana, e la donazione, risalente al 1959, di Michele Campana di un altro gruppo di quadri.
Dal nucleo centrale dedicato al Lega si diramano altre presenze artistiche, che pur appartenendo a periodi e correnti diverse, trovano un dialogo comune. Pertanto il nucleo della donazione Campana, rivela un interesse particolare alla tradizione impressionista, all'interno di un'arte figurativa di connotazione prettamente toscana ed emiliano-romagnola, con artisti come Annibale Gatti, Gino Barbieri, Domenico Baccarini, Armando Spadini etc.
Nelle opere provenienti dal Premio Lega, si documentano i movimenti di avanguardia degli anni cinquanta e sessanta, Astrattismo, Arte Ottica, Espressionismo astratto, con Alviani, Pozzati e Plinio Mesciulam.
L'ultima sezione presenta quadri donati o acquisiti dal Comune, tra cui il ritratto de “I nuotatori” di Francesco Nonni.

### Cucina locale
Modigliana è conosciuta per il «Mandorlato al cioccolato», dolce tipico riconosciuto nel 2010 come prodotto agroalimentare tradizionale.

## Economia

### Industria
Nel comune ha sede la Alpi S.p.A, società produttrice di prodotti in legname per costruzioni e mobilifici.
Vi ha sede anche la AUREL società produttrice di moduli elettronici wireless.

## Amministrazione

### Cronologia sindaci
Di seguito è presentata una tabella relativa alle amministrazioni che si sono succedute in questo comune.
| Periodo        | Periodo        | Primo cittadino       | Partito                 | Carica  | Note   |
| -------------- | -------------- | --------------------- | ----------------------- | ------- | ------ |
| 14 giugno 1985 | 26 maggio 1990 | Gilberto Bernabei     | Democrazia Cristiana    | Sindaco | [ 21 ] |
| 26 maggio 1990 | 24 aprile 1995 | Pier Paolo Gugnoni    | Democrazia Cristiana    | Sindaco | [ 21 ] |
| 8 maggio 1995  | 14 giugno 1999 | Alba Maria Continelli | centro-destra           | Sindaco | [ 21 ] |
| 14 giugno 1999 | 14 giugno 2004 | Alba Maria Continelli | centro-destra           | Sindaco | [ 21 ] |
| 14 giugno 2004 | 8 giugno 2009  | Claudio Samorì        | centro-sinistra         | Sindaco | [ 21 ] |
| 8 giugno 2009  | 26 maggio 2014 | Claudio Samorì        | centro-sinistra         | Sindaco | [ 21 ] |
| 26 maggio 2014 | 27 maggio 2019 | Valerio Roccalbegni   | centro-destra Voi e noi | Sindaco | [ 21 ] |
| 27 maggio 2019 | 10 giugno 2024 | Giancarlo Dardi       | centro-sinistra         | Sindaco | [ 21 ] |
| 10 giugno 2024 | in carica      | Giancarlo Dardi       | centro-sinistra         | Sindaco | [ 21 ] |